# Hersdorf
Hersdorf is een plaats in de Duitse deelstaat Rijnland-Palts, en maakt deel uit van de Eifelkreis Bitburg-Prüm.
Hersdorf telt 394 inwoners.

## Bestuur
De plaats is een Ortsgemeinde en maakt deel uit van de Verbandsgemeinde Prüm.

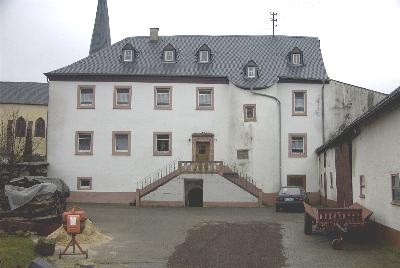
Gutshof, Hersdorf

Verbandsvrije stad:  Bitburg